# Viện bảo tàng Porsche, Stuttgart

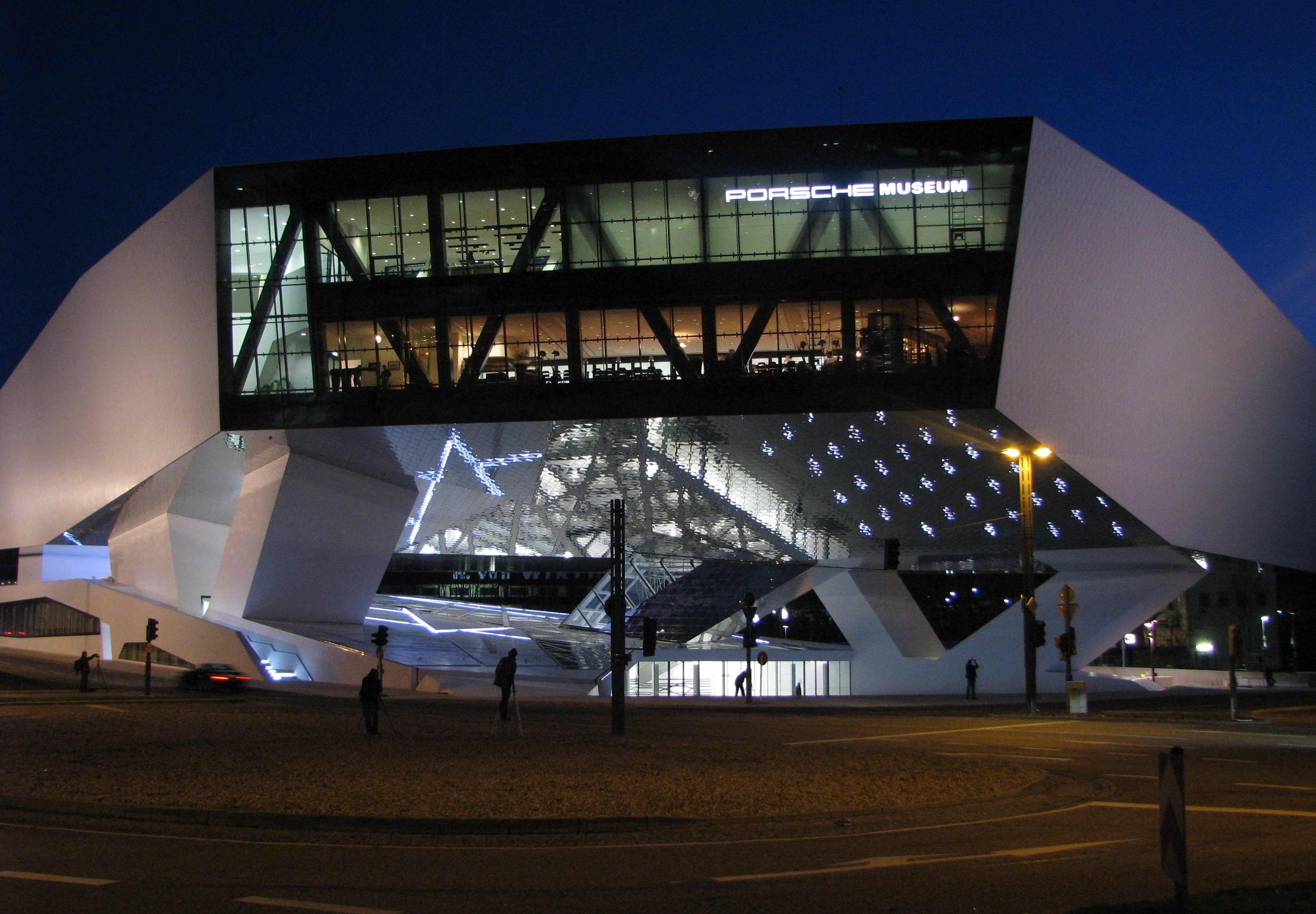
Cổng chính của viện bảo tàng từ quảng trường Porsche

Viện bảo tàng Porsche là một viện bảo tàng xe hơi tại quận Zuffenhausen thuộc thành phố Stuttgart, Đức ngay tại trung tâm chính của hãng chế tạo xe hơi Porsche và được mở cửa cho công chúng vào ngày 31 tháng 1 năm 2009.

## Viện bảo tàng cũ

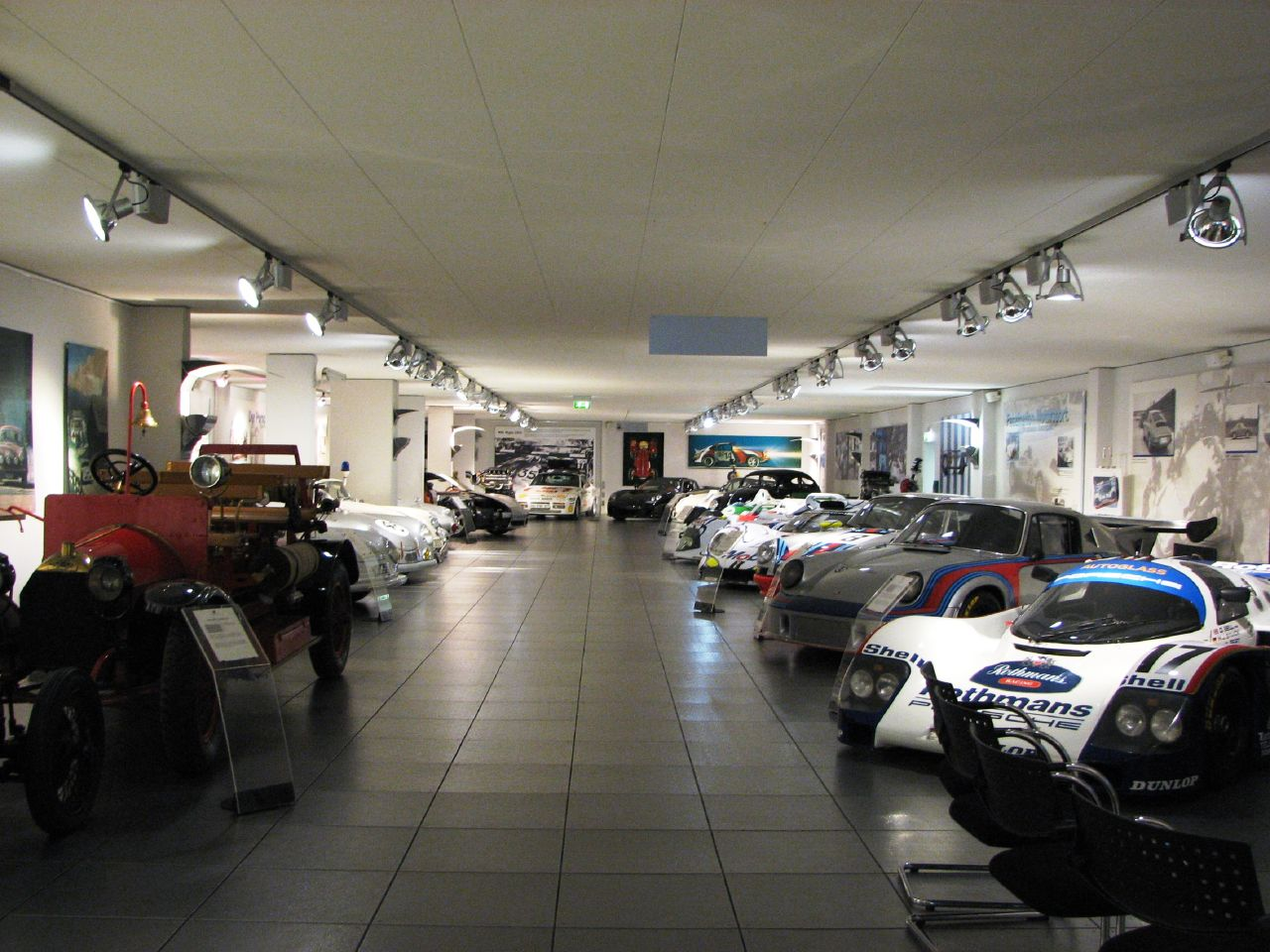
Viện bảo tàng cũ tại đường Porschestraße

Được mở cửa cho công chúng vào năm 1976, nằm trong phạm vị hãng, trước đó là một tòa nhà lắp ráp động cơ xe hơi, với khoảng 620 mét vuông rất ít chỗ để triển lãm. Mỗi năm có khoảng từ 70.000 cho tới 80.000 du khách viến thăm với khoảng 20 chiếc trưng bày được thay đổi luôn. Vào xem không tốn tiền. Viện bảo tàng của hãng tuy nhiên có rất nhiều xe hơn số được trưng bày.

## Viện bảo tàng mới

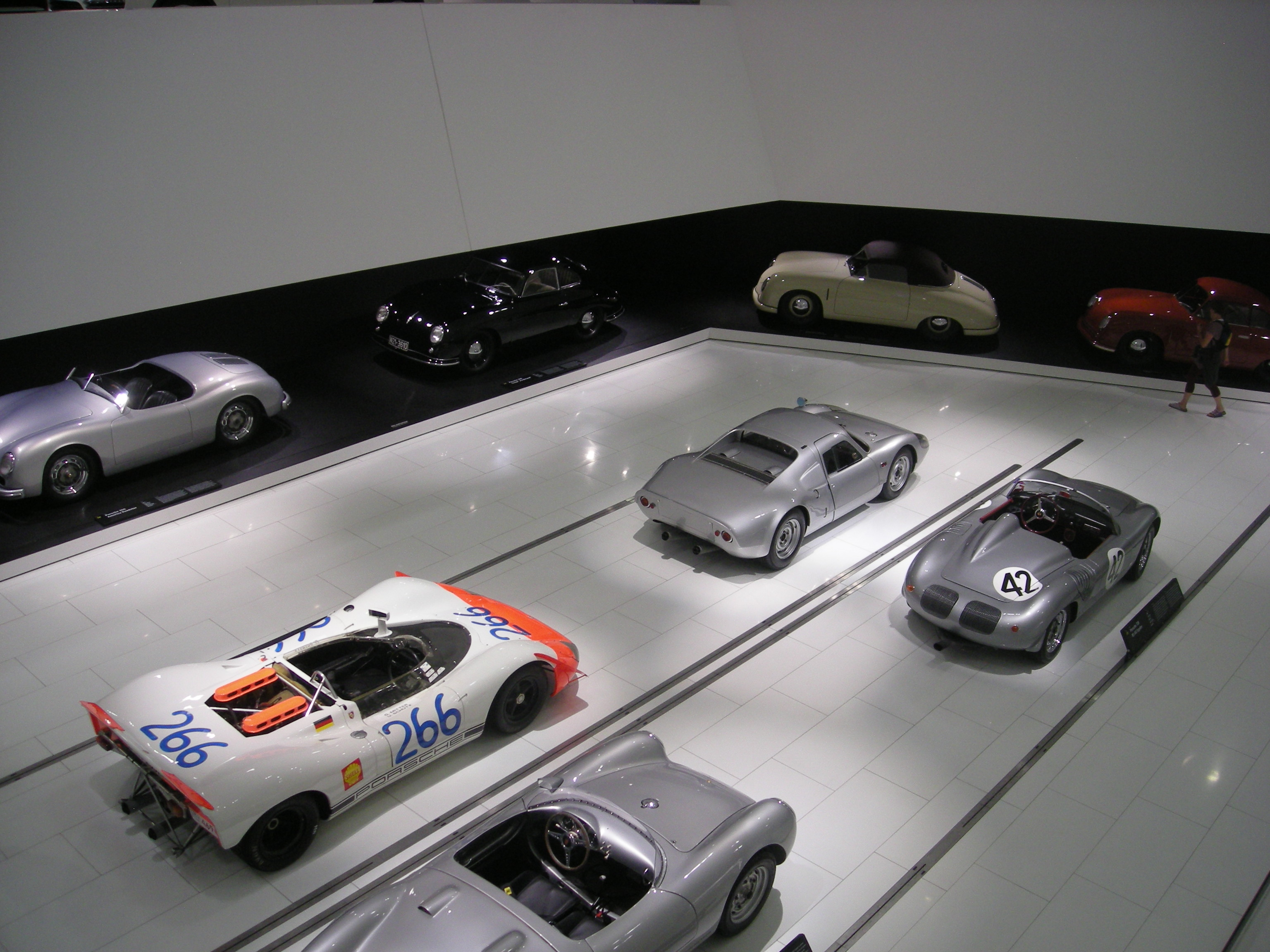
Xe trưng bày trong viện bảo tàng mới

Viện bảo tàng được bắt đầu xây vào tháng 10 năm 2005, tổn phí khoảng 100 triệu Euro, gấp đôi con số dự tính. Bảo tàng được khánh thành vào ngày 28 tháng 1 năm 2009. Cho tới tháng 6 năm 2011 có khoảng 1 triệu quan khách đến xem, khoảng 35% là du khách từ ngoại quốc đến. Viện bảo tàng được vẽ kiểu bởi văn phòng kiến trúc sư Delugan Meissl Associated Architects ở Wien, mà đã thắng cuộc một kỳ thi với 170 văn phòng tham dự.
Những chỗ triển lãm được phát họa bởi văn phòng HG Merz ở Stuttgart, mà cũng đã tham dự trang hoàng tòa nhà viện bảo tàng được giải thưởng Mercedes-Benz Museum. Viện bảo tàng mới có diện tích trưng bày là 5.600 m2, chứa được 80 chiếc.

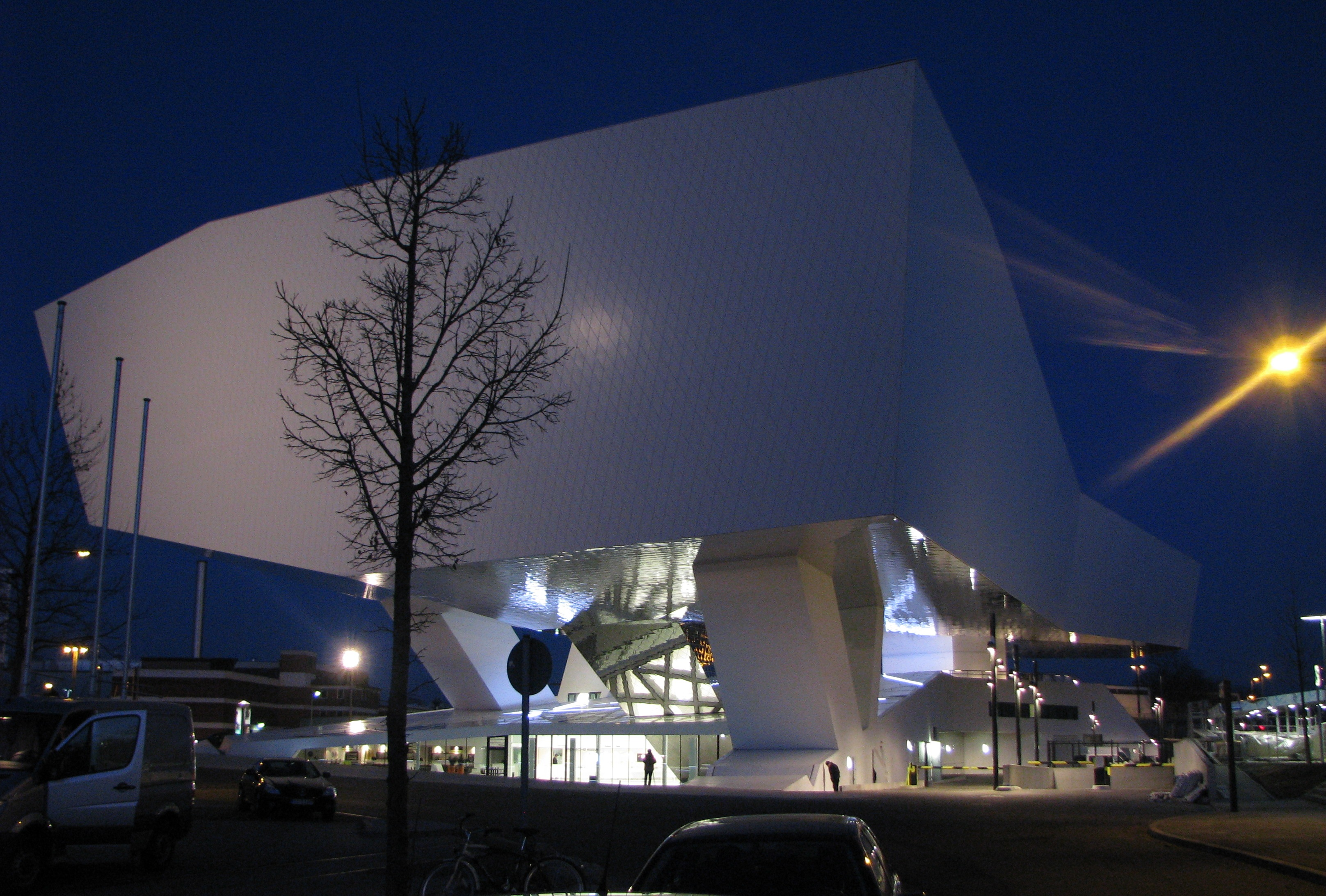
Nhìn từ phía Tây

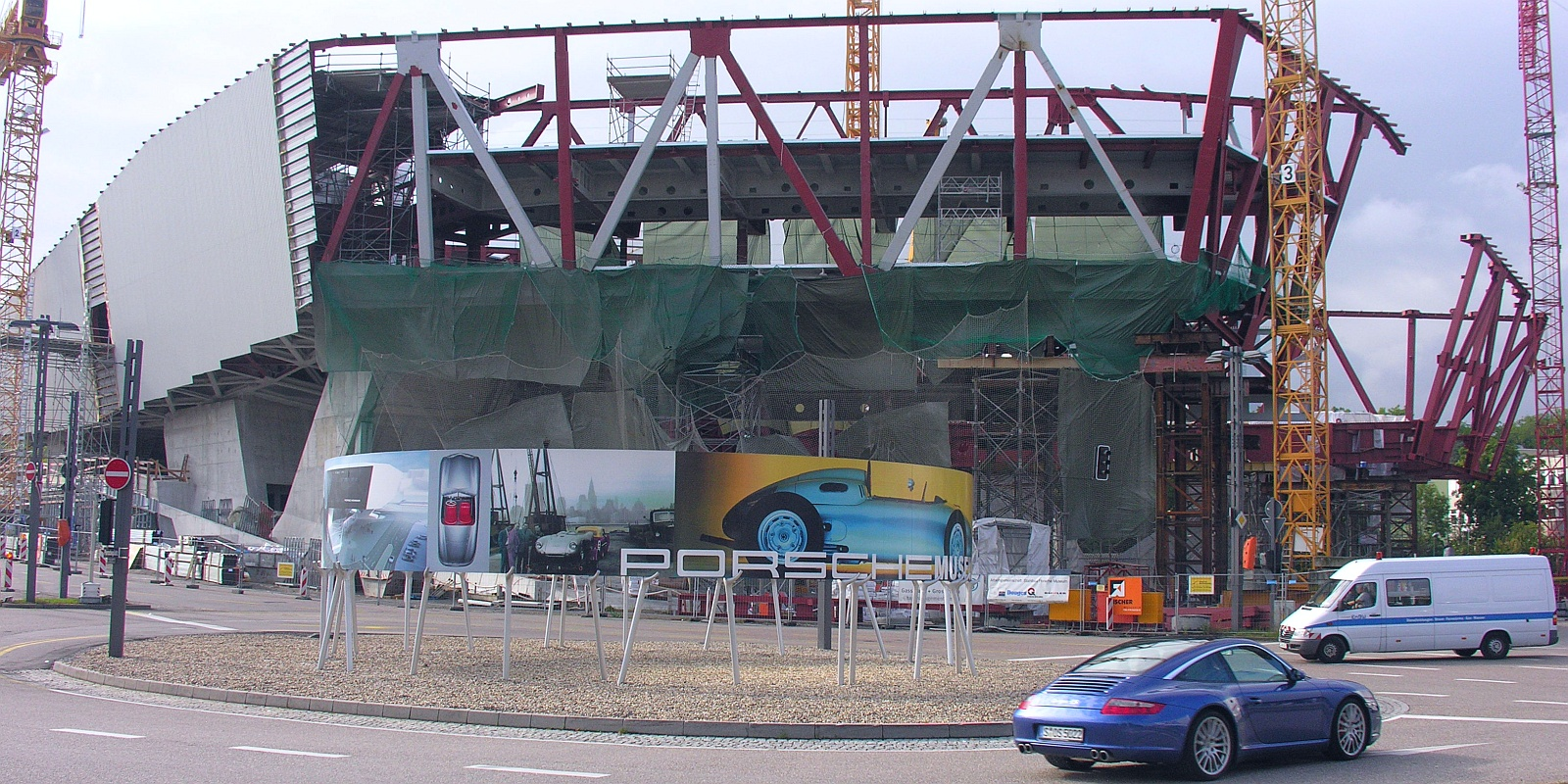
Viện bảo tàng Porsche mới lúc đang còn xây, tháng chín 2007

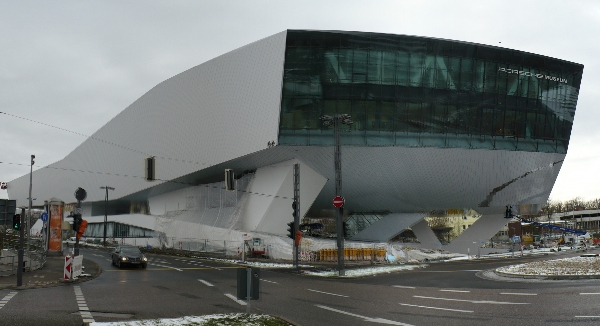
Viện bảo tàng Porsche mới lúc đang còn xây, tháng 11 năm 2008

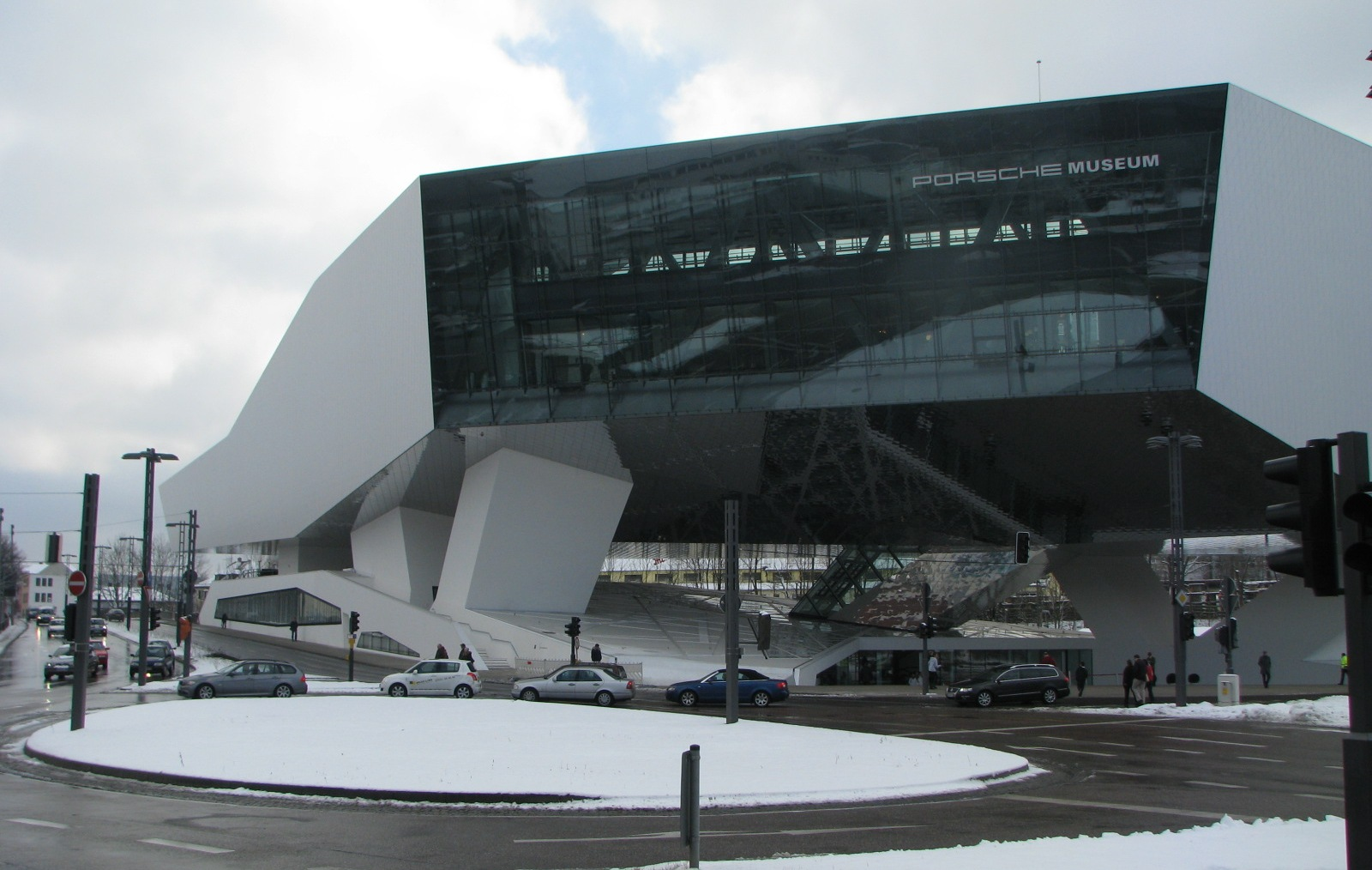
Cổng chính từ quảng trường Porsche

## Một số vật trưng bày chọn lọc

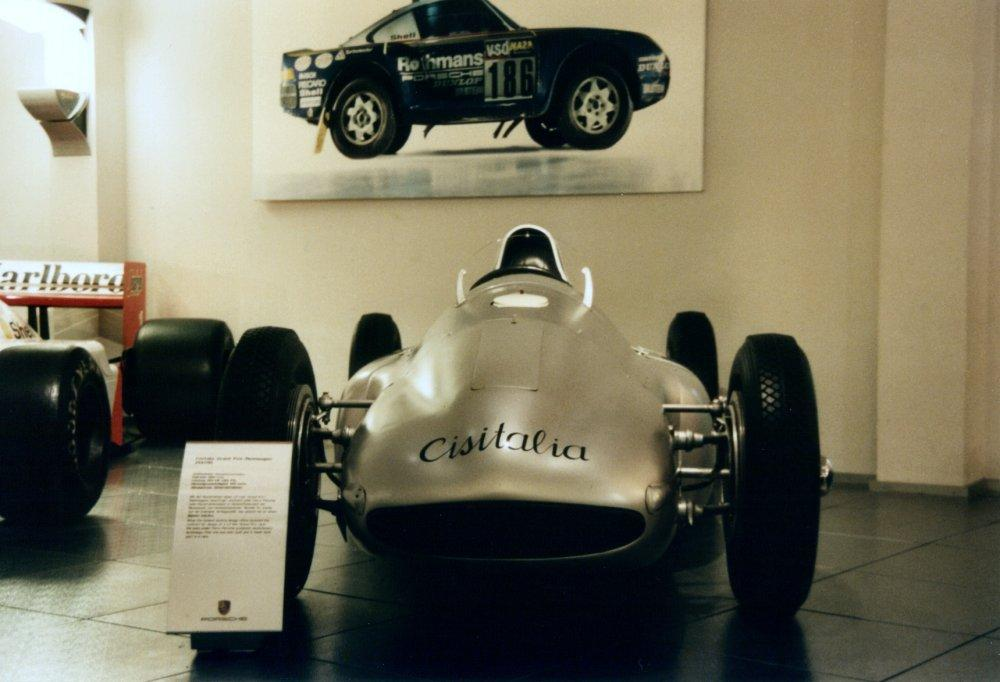
Xe truyền động 4 bánh Porsche 360 Cisitalia (1947)
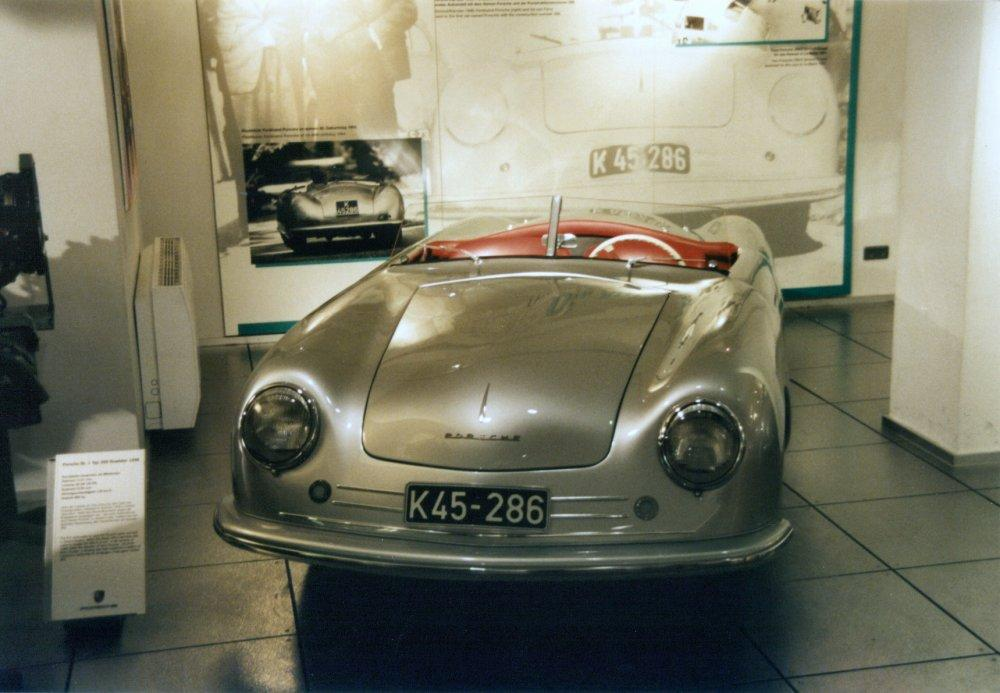
Porsche 356 Nr. 1 Roadster (1948)
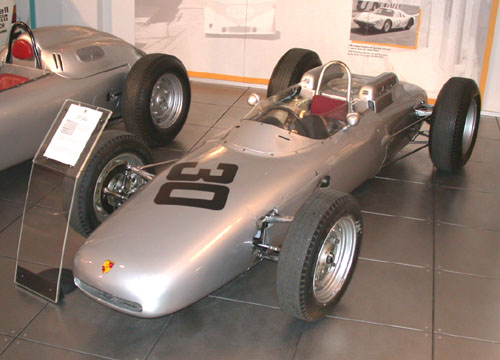
Porsche Type 804 Xe đua Formula 1 (1962)
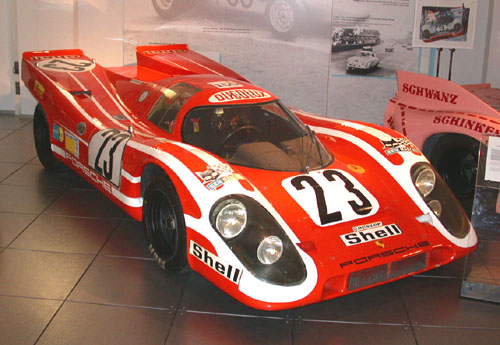
Porsche 917 Short coupé (1970)
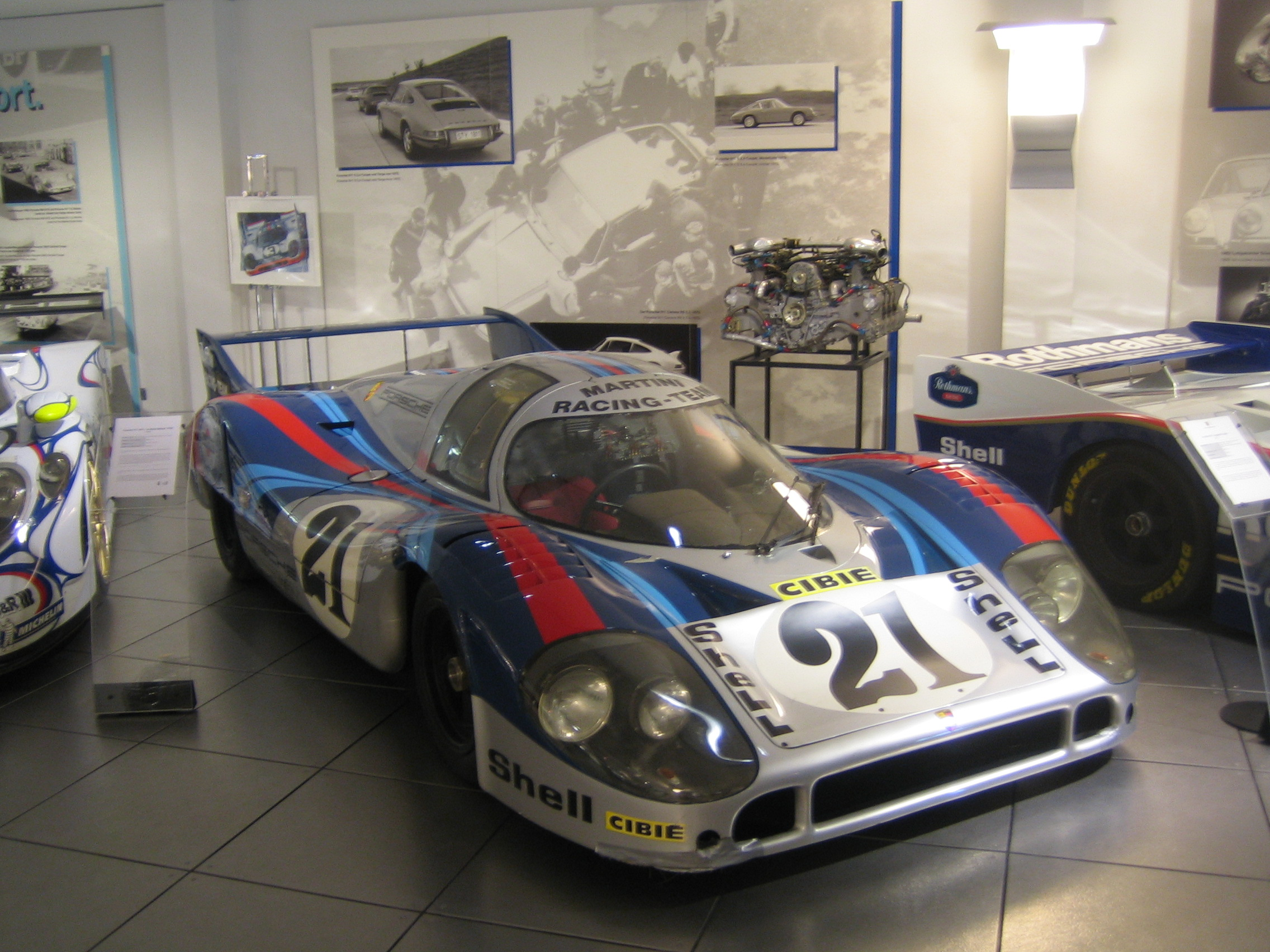
Porsche 917 Long coupé (1971)
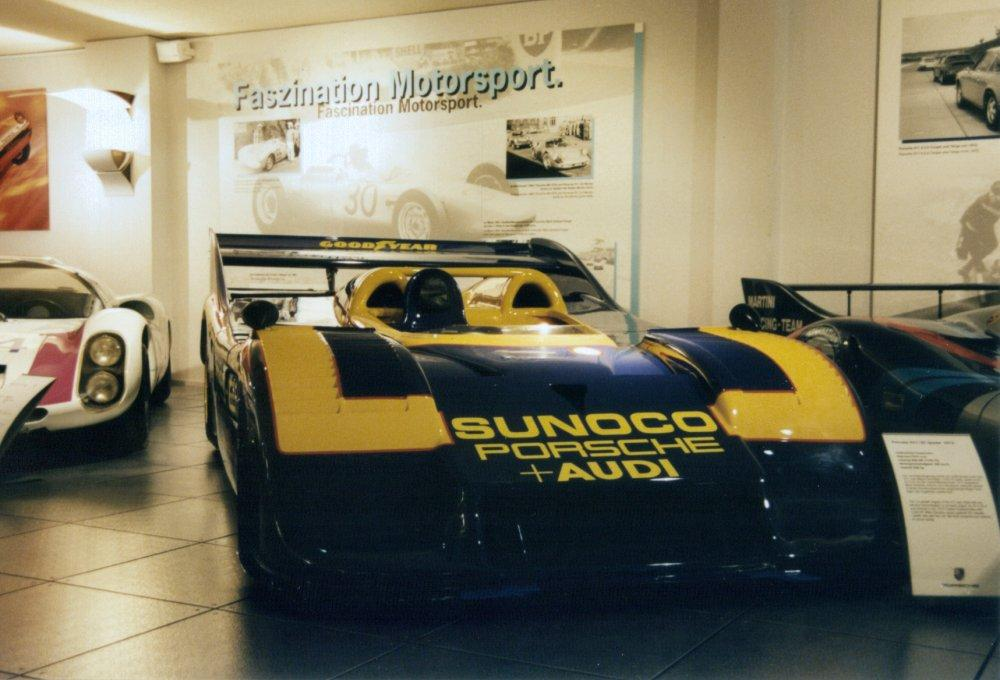
The 1100 hp Porsche 917/30 Spider (1973)
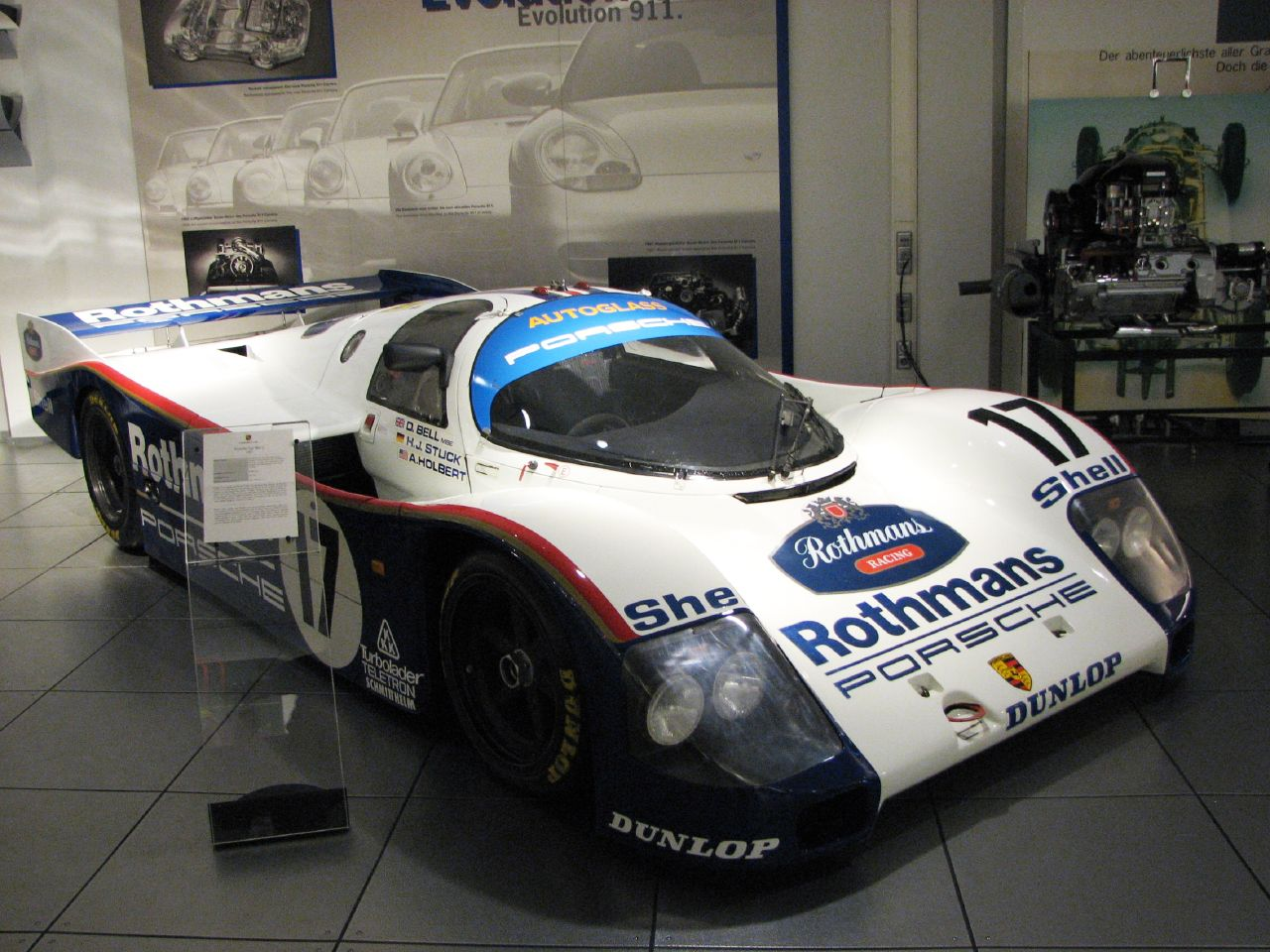
Porsche 962C coupé (1987)
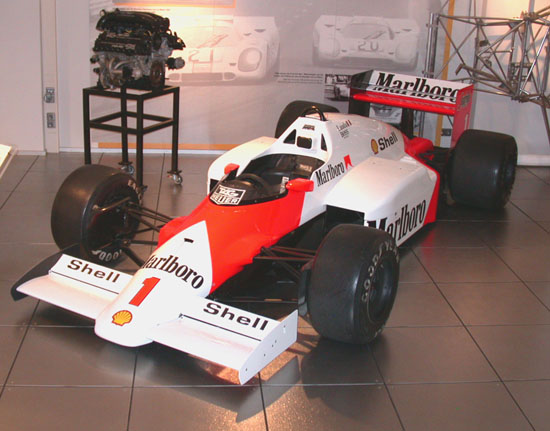
McLaren TAG Porsche F1 (1985)
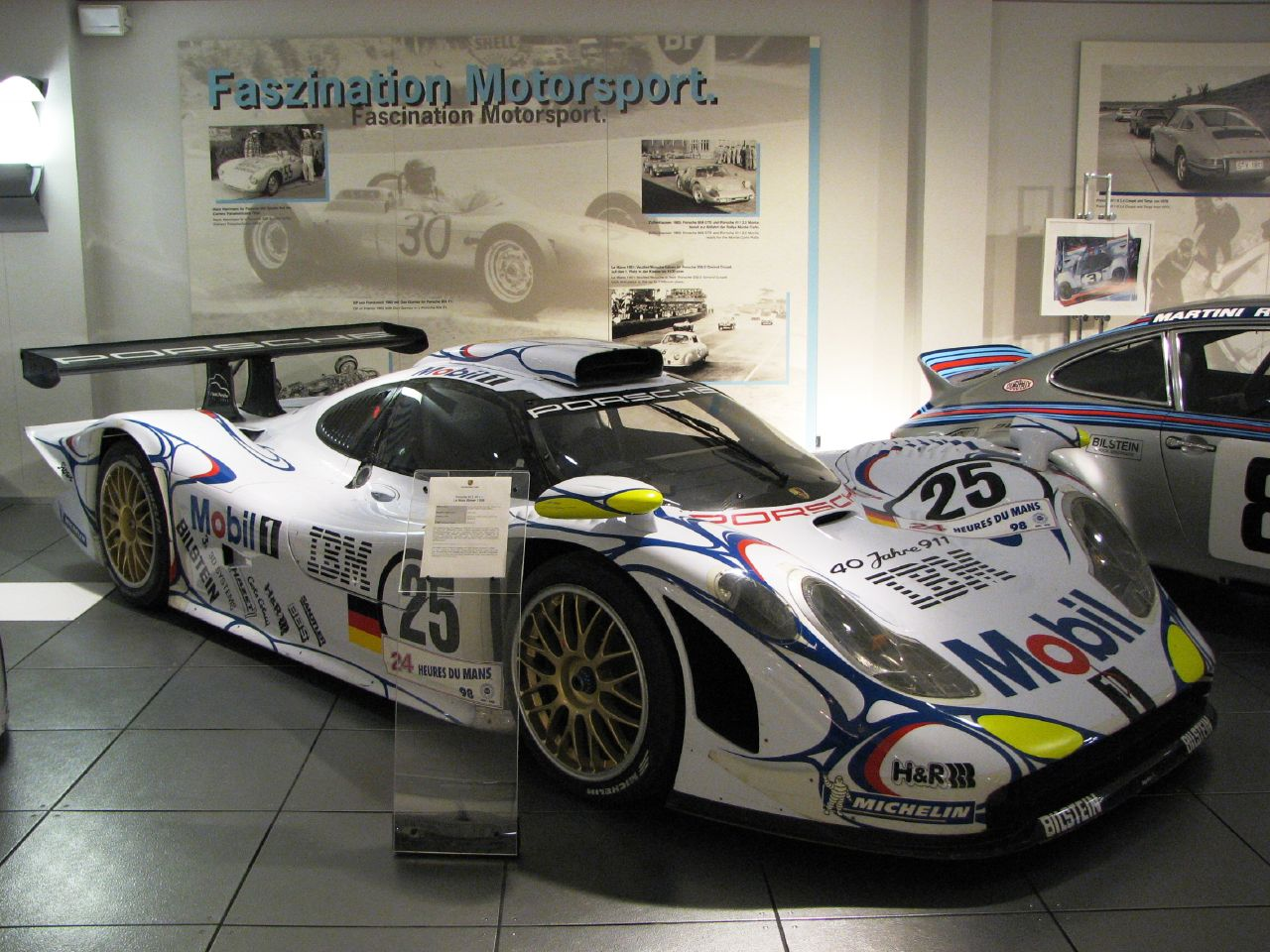
Porsche 911 GT1 '98, Giải Le Mans với số 25 (1998)
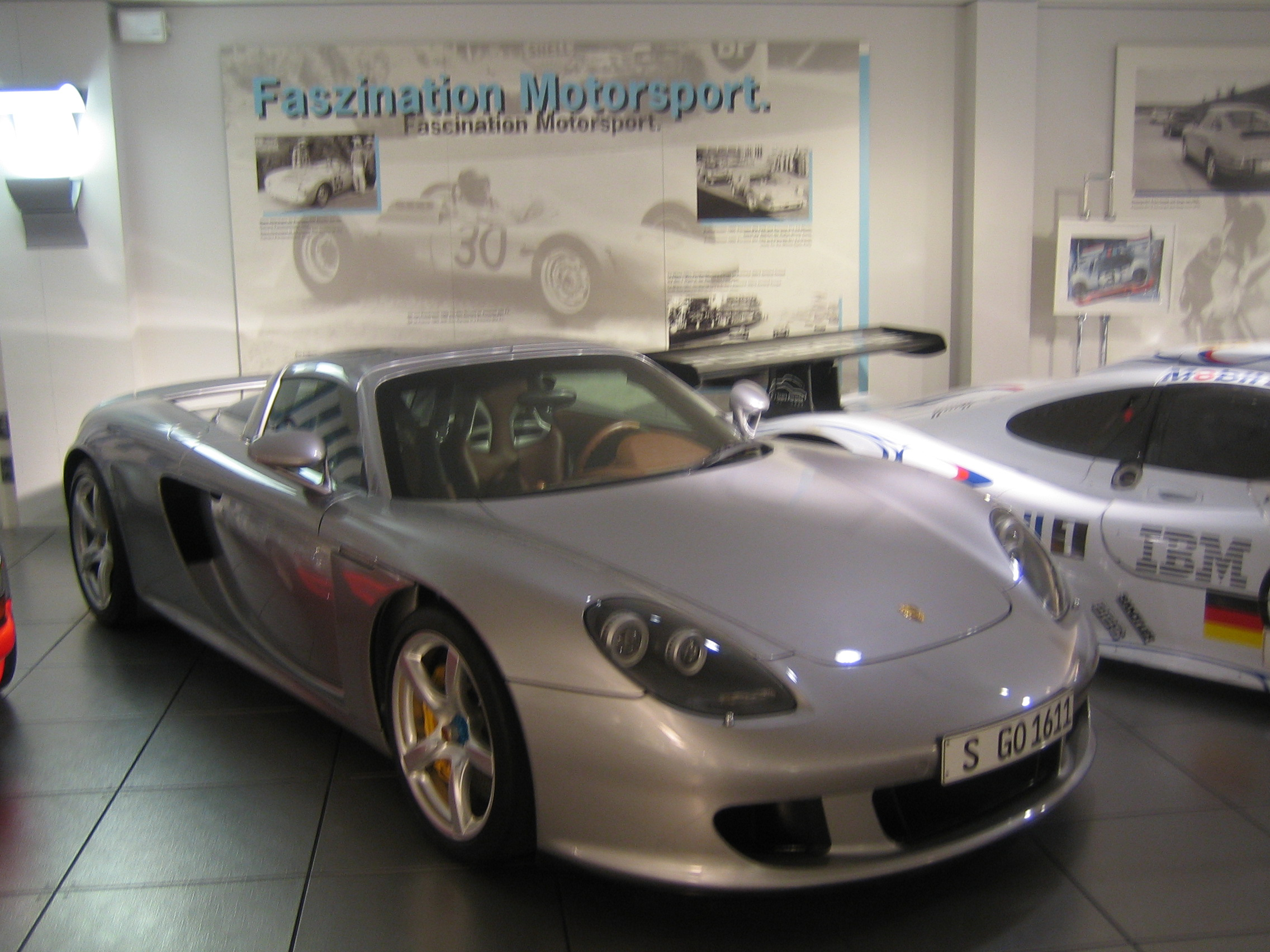
The 612 hp Carrera GT (2003)